# Linyphiidae
Linyphiidae (Blackwall, 1859) è una famiglia di ragni appartenente all'infraordine Araneomorphae.
A novembre 2020 comprende 619 generi e 4671 specie, ponendosi, fra le famiglie di ragni, al secondo posto per numero di generi e per numero di specie, inferiore solo alla più vasta famiglia dei Salticidae.
A causa della difficoltà nell'identificare correttamente ragni di così piccole dimensioni, la sistematica di questa famiglia è soggetta a continui rivolgimenti, cambi e accorpamenti di genere, cambi di sottofamiglie, e acquisizioni continue di nuove specie.

## Etimologia

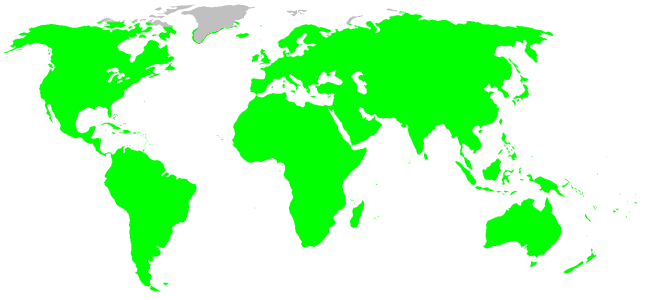
Linyphiidae - distribuzione

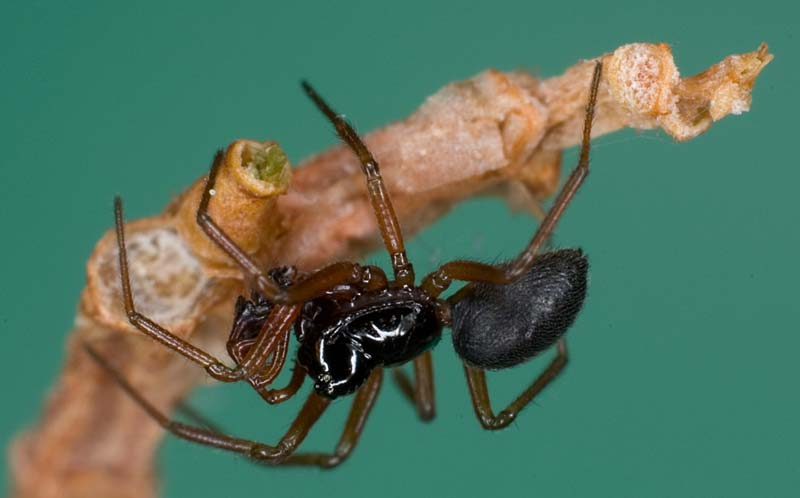
Erigone atra, maschio

Il nome deriva dal greco λινυφικός, linyphikòs cioè che tesse il lino, per la sottigliezza e diafanità della ragnatela, ed il suffisso -idae, che designa l'appartenenza ad una famiglia.

## Caratteristiche
Sono noti comunemente come ragni tessitori di foglie, in quanto tessono preferibilmente la tela fra le foglie degli arbusti e della vegetazione bassa. Nel Regno Unito, Irlanda e Portogallo sono noti anche come ragni portatori di soldi, in quanto vederli camminare su abiti propri nuovi, secondo la superstizione, significa ricchezze in arrivo.
Le dimensioni superano raramente i 3 millimetri, hanno aspetto rotondeggiante anche da adulti, hanno spesso abitudini nomadi: da un giorno all'altro si trasferiscono anche di parecchi metri. Alcuni maschi della sottofamiglia Erigoninae hanno gli occhi posizionati su piccole sporgenze del capo, a guisa di piccoli periscopi, fino a giungere all'estremo, in alcune specie del genere Walckenaeria Blackwall, 1833, dove alcuni occhi sono posizionati su un sottile gambo ad un livello più alto del cefalotorace.

## Comportamento
Prediligono luoghi ombrosi anche se non troppo umidi, ma essendo altamente adattabili, hanno colonizzato ogni nicchia ecologica e ogni habitat del nostro pianeta.

## Distribuzione
Pressoché cosmopoliti, si adattano anche a temperature abbastanza rigide.

## Tassonomia
Attualmente, a novembre 2020, si compone di 619 generi e 4671 specie o, secondo Tanasevitch, a novembre 2020 di 613 generi e 4670 specie, suddivisi in sette sottofamiglie:
- Dubiaraneinae Millidge, 1993 (11 generi)[3]
- Erigoninae Emerton, 1882 (408 generi)
- Ipainae Saaristo, 2007[4] (8 generi)
- Linyphiinae Blackwall, 1859 (72 generi)
- Micronetinae Hull, 1920 (92 generi)
- Mynogleninae Lehtinen, 1967 (21 generi)
- Stemonyphantinae Wunderlich, 1986 (1 genere)[1].

I Pimoidae sono considerati una famiglia con molte caratteristiche in comune con i Linyphiidae.